# Vincent Anstett
Vincent Anstett (n. 26 iulie 1982, Strasbourg) este un scrimer francez specializat pe sabie, campion mondial pe echipe în 2006 și vicecampion european în 2016.

## Carieră
S-a apucat de scrimă la vârsta de șapte ani în cadrul clubului școlii, sub îndrumarea maestrului Philippe Nicolas. În 1999 a devenit vicecampion mondial la cadeți. Doi ani mai târziu a devenit vicecampion mondial pe echipe la juniori și a câștigat clasamentul general al Cupei Mondiale la aceeași categorie de vârstă.
A participat ca rezervă la Jocurile Olimpice din 2008 de la Beijing, în care echipa Franței a câștigat medalia de aur la proba de sabie masculin pe echipe. Pentru ca nu a tras niciun asalt, a primit o diplomă olimpic, dar nu a fost medaliat.
Absolvent al Școli Superioare de Comerț din Paris, a participat la Campionatul European din 2014 de la Strasbourg ca sportiv precum și ca directorul de marketing.
Fiind singurul francez calificat la Jocurile Olimpice de vară din 2016, a ajuns în sferturi de finală după ce a trecut succesiv de japonezul Kenta Tokunan și de vietnamezul Thành An Vũ, dar a pierdut cu iranianul Mojtaba Abedini, scorul fiind 13–15.

## Palmares
Clasamentul la Cupa Mondială
| An  | 2003 | 2004 | 2005 | 2006 | 2007 | 2008 | 2009 | 2010 | 2011 | 2012 | 2013 | 2014 | 2015 | 2016 |
| --- | ---- | ---- | ---- | ---- | ---- | ---- | ---- | ---- | ---- | ---- | ---- | ---- | ---- | ---- |
| Loc | 48   | 23   | 10   | 21   | 18   | 33   | 31   | 114  | 63   | 44   | 22   | 18   | 13   | 3    |

## Legături externe
- Prezentare Arhivat în 8 iulie 2015, la Wayback Machine. la Confederația Europeană de Scrimă